# 4 december
4 december is de 338ste dag van het jaar (339ste in een schrikkeljaar) in de gregoriaanse kalender. Hierna volgen nog 27 dagen tot het einde van het jaar.

## Gebeurtenissen
- Algemeen
  - 1969 - Black Panther Fred Hampton wordt in zijn slaap gedood tijdens een inval door de politie van Chicago.[1]
  - 1974 - Onderweg naar Mekka raakt een DC-8 vliegtuig van Martinair een bergwand op Sri Lanka. Alle 191 inzittenden komen om: 184 Indonesische pelgrims en 7 Nederlandse bemanningsleden.
  - 1991 - Journalist Terry Anderson wordt vrijgelaten na zeven jaar te zijn gegijzeld in Beiroet.
  - 1999 - De Belgische kroonprins Filip (39) treedt in het huwelijk met Mathilde d'Udekem d'Acoz (26).
  - 2010 - West-Europa kampt met extreme sneeuwval.
  - 2017 - De Internationale Kindervredesprijs 2017 wordt uitgereikt aan de 16-jarige Mohamad Al Jounde, een vluchteling uit Syrië, voor het opzetten van onderwijs in een Libanees vluchtelingenkamp.[2]
  - 2021 - Op het Indonesische eiland Java komt de vulkaan Semeru tot een uitbarsting. Er vallen zeker 1 dode en tientallen gewonden.[3]
  - 2022 - Op Java barst de vulkaan Semeru uit. De autoriteiten kondigen de hoogste alarmfase af en bewoners worden geëvacueerd.[4]
  - 2022 - In de Colombiaanse provincie Risaralda vallen zeker 27 doden door een aardverschuiving. Een bus en meerdere andere voertuigen raken bedolven.[5]
  - 2024 - Brian Thompson, de topman van zorgverzekeraar UnitedHealthcare, wordt gedood bij een schietpartij in New York.
- Media
  - 1791 - Eerste nummer van The Observer, de eerste zondagskrant ter wereld.
  - 1999 - In Londen wordt Miss India, Yukta Mookhey (20), gekroond tot Miss World.
- Muziek
  - 1964 - Het Beatles album Beatles for Sale komt uit.[1]
  - 1980 - Led Zeppelin houdt officieel op te bestaan na de dood van hun drummer John Bonham.[6]
- Oorlog
  - 1110 - De Kruisvaarders veroveren Sidon.[1]
  - 1534 - De Turkse sultan Süleyman I verovert Bagdad.[1]
  - 1644 - Het vredescongres in Münster begint.
  - 1918 - De Amerikaanse president Woodrow Wilson vaart naar Versailles voor de vredesbesprekingen van de Eerste Wereldoorlog. Hij is hiermee de eerste Amerikaanse president die naar het buitenland reist terwijl hij in functie is.
  - 1942 - De Verenigde Staten bombarderen voor het eerst het vasteland van Italië.[1]
  - 1943 - Het Joegoslavische Verzet vormt een voorlopige regering.
  - 1993 - Tussen de regering van Angola en de UNITA rebelen wordt een wapenstilstand bereikt.
- Politiek
  - 1851 - Mislukte staatsgreep in Frankrijk.[1]
  - 1864 - Roemenië neemt een wet aan die joden uitsluit van juridische functies.[1]
  - 1890 - Het stoffelijk overschot van Koning Willem III wordt bijgezet in Delft.
  - 1900 - De Nationale Vergadering van Frankrijk verwerpt een plan van de nationalistische generaal Auguste Mercier om het Verenigd Koninkrijk binnen te vallen.
  - 1931 - Maximiliano Hernández Martínez pleegt een staatsgreep in El Salvador.
  - 1958 - Benin wordt zelfstandig.
  - 1977 - Jean-Bédel Bokassa, president van de Centraal-Afrikaanse Republiek, kroont zichzelf tot keizer.
  - 1981 - Ciskei is het vierde thuisland dat door Zuid-Afrika onafhankelijk wordt verklaard. Geen enkel ander land heeft Ciskei erkend.
  - 1982 - China neemt de grondwet aan.[1]
  - 1990 - De leider van de opstandelingen in Tsjaad, Idriss Déby, roept zichzelf uit tot president van het Afrikaanse land, nadat hij een dag eerder al het parlement heeft ontbonden en de grondwet opgeschort.
  - 1992 - Amerikaanse soldaten worden naar Somalië gestuurd.
  - 2012 - Milo Đukanović wordt na twee jaar politieke afwezigheid opnieuw verkozen tot eerste minister van Montenegro.
- Religie
  - 1930 - Het Vaticaan keurt periodieke onthouding goed als methode voor anticonceptie.
  - 1963 - Paus Paulus VI sluit in Rome de tweede zitting van het Tweede Vaticaans Concilie.
  - 1970 - Bezoeken van Paus Paulus VI aan Hongkong en Ceylon.
  - 2016 - Lode Aerts wordt gewijd als de 27ste bisschop van Brugge.
- Sport
  - 1887 - Oprichting van de Zweedse voetbalclub Örgryte IS.
  - 1899 - In Madison Square Garden in New York wordt de eerste officiële zesdaagse-wielerwedstrijd verreden
  - 1949 - Voetbalclub Millonarios wint de Colombiaanse landstitel door Deportivo Cali in het tweede finaleduel met 3-2 te verslaan, onder meer door een treffer van Alfredo di Stefano.
  - 1961 - Anton Geesink wordt in Parijs als eerste niet-Japanner wereldkampioen judo.[1]
  - 1994 - In Sydney verspeelt Nederland de wereldtitel door in de finale van het WK hockey na strafballen van Pakistan te verliezen.
  - 2000 - Gustavo Kuerten lost Marat Safin na twee weken af als nummer één op de wereldranglijst der tennisprofessionals; de Braziliaan moet die positie na acht weken weer afstaan aan diezelfde Rus.
  - 2021 - Femke Kok rijdt met een tijd van 36,96 seconden een Nederlands record op de 500 meter bij de wereldbekerwedstrijd schaatsen in Salt Lake City (Utah, Verenigde Staten). Daarmee rijdt ze het record dat ze gisteren vestigde alweer uit de boeken.[7]
- Wetenschap en technologie
  - 265 - De stadsmuur van Verona wordt afgewerkt.
  - 1952 - Door een combinatie van rook (smoke) en mist (fog) vallen in Londen veel doden. Het woord smog, een samentrekking van smoke en fog is geboren.
  - 1965 - Lancering van de bemande Gemini 7 voor een missie waarbij het ruimtevaartuig moet koppelen met de eerder gelanceerde Gemini 6A. De bemanning van deze vierde bemande missie in het Gemini programma en 12e bemande missie voor de Verenigde Staten bestaat uit astronauten Jim Lovell en Frank Borman.[8]
  - 1973 - De ruimtesonde Pioneer 10 bereikt de planeet Jupiter.
  - 1996 - Lancering van de Mars Pathfinder, het ruimtetuig dat de eerste marsjeep veilig op de rode planeet neerzet.
  - 1998 - Lancering van spaceshuttle Endeavour vanaf Kennedy Space Center Lanceercomplex 39 met bemanningsleden Robert D. Cabana, Frederick W. Sturckow, Nancy J. Currie, Jerry L. Ross, James H. Newman en Sergej K. Krikaljov voor de STS-88 missie.[9]
  - 2008 - De Zwitser Louis Palmer heeft als eerste met een op zonne-energie voortgedreven zonnewagen de wereld rondgereden. De tocht duurde 17 maanden en besloeg 52.000 kilometer.
  - 2021 - Er treedt een totale zonsverduistering op die te zien is op Antarctica maar niet vanuit Nederland en België.[10] Deze verduistering is de 13e in Sarosreeks 152.[11]
  - 2022 - Landing in de Gobi woestijn van het Chinese ruimtevaartuig Shenzhou 14, bemand door de taikonauten Chen Dong, Liu Yang en Cai Xuzhe. Hiermee is een einde gekomen aan de 6 maanden durende missie die in het teken stond van de constructie van het Tiangong ruimtestation.[12]
  - 2023 - Lancering met een Lange Mars 2C raket van China Aerospace Science Corporation (CASC) vanaf lanceerbasis Jiuquan SLS-2 van de MisrSat-2 missie met de gelijknamige Egyptische aardobservatiesatelliet en Starpool-02A/B, twee multifunctionele communicatie-, remote sensing- en navigatieondersteunende satellieten van ELLIPSPACE uit Peking.[13]
  - 2023 - Lancering van een Zuid-Koreaanse drietrapsraket vanaf het ADD offshore lanceerplatform op het Jeju eiland van de S-STEP missie met de gelijknamige SAR satelliet.[14]
  - 2023 - Ruimtesonde Psyche maakt de eerste foto's tijdens de missie. Deze mijlpaal is bekend onder de naam "first light".[15]

## Geboren

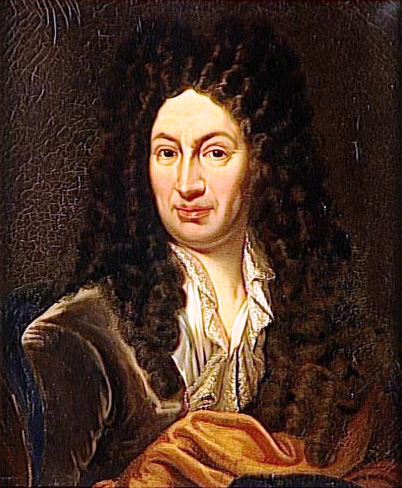
Jean Chapelain
geboren in 1595

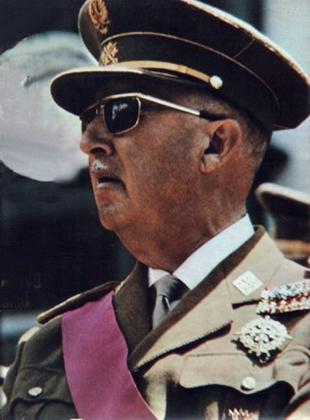
Francisco Franco
geboren in 1892

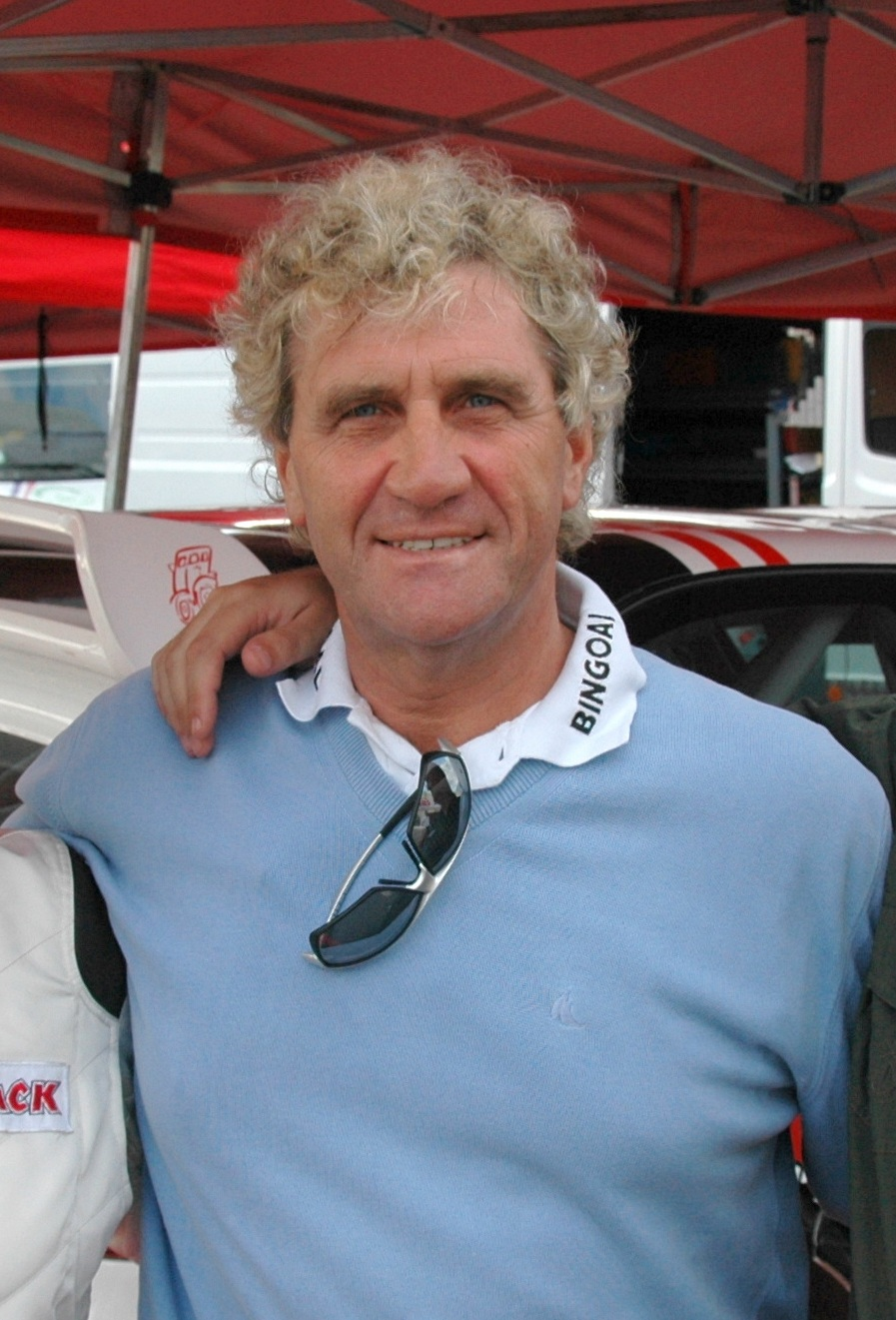
Jean-Marie Pfaff
geboren in 1953

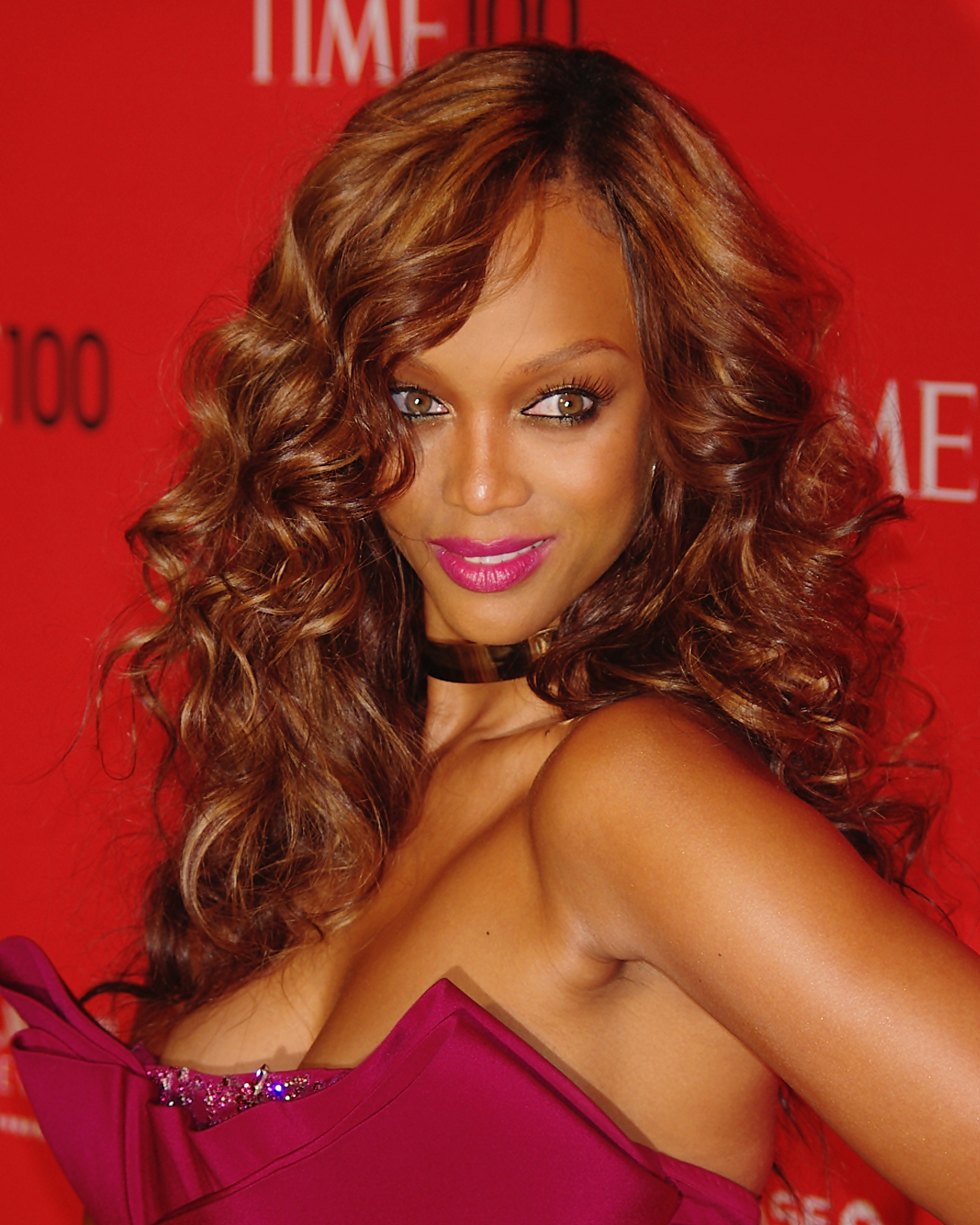
Tyra Banks
geboren in 1973

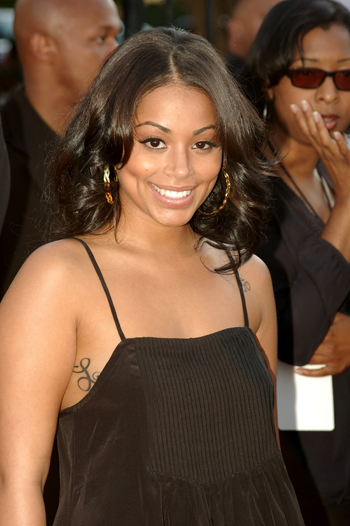
Lauren London
geboren in 1984

- 1595 - Jean Chapelain, Frans dichter (overleden 1674)
- 1711 - Maria Barbara van Portugal, koningin van Spanje (overleden 1758)
- 1795 - Thomas Carlyle, Schots schrijver en historicus (overleden 1881)
- 1797 - George Tupou I, 1e koning van Tonga (overleden 1893)
- 1804 - John Kitto, Engels theoloog (overleden 1854)
- 1808 - Maximiliaan Jozef, hertog in Beieren, vader van Elisabeth van Oostenrijk ("Sisi") (overleden 1888)
- 1835 - Samuel Butler, Engels schrijver (overleden 1902)
- 1844 - Caroline Weldon, Zwitsers-Amerikaans artiest en activiste (overleden 1921)
- 1856 - Constance Stone, Australisch arts (overleden 1902)
- 1861 - Hannes Hafstein, IJslands politicus en dichter (overleden 1922)
- 1868 - Richard Roland Holst, Nederlands beeldend kunstenaar (overleden 1938)
- 1875 - Rainer Maria Rilke, Oostenrijks dichter (overleden 1926)
- 1880 - Pedro Segura y Sáenz, Spaans kardinaal-aartsbisschop van Sevilla (overleden 1957)
- 1881 - Erwin von Witzleben, Duits generaal-veldmaarschalk die deelnam aan een complot om Hitler om te brengen (overleden 1944)
- 1882 - Doe Hans, Nederlands journalist (overleden 1946)
- 1883 - Katharine Susannah Prichard, Australisch schrijfster (overleden 1969)
- 1886 - Jan Thomée, Nederlands voetballer en huisarts (overleden 1954)
- 1892 - Francisco Franco, Spaans dictator (overleden 1975)
- 1893 - Herbert Edward Read, Brits dichter, kunstfilosoof en kunstcriticus (overleden 1968)
- 1895 - Adam Kogut, Pools voetballer (overleden 1940)
- 1896 - Marie Hamel, Nederlands actrice (overleden 1964)
- 1897 - Mari Andriessen, Nederlands beeldhouwer (overleden 1979)
- 1903 - Maurits Aronson, Nederlands reclamemaker (overleden 1989)
- 1903 - Annie van der Vegt, Nederlands gymnaste (overleden 1983)
- 1905 - Antonio Samorè, Italiaans curiekardinaal (overleden 1983)
- 1910 - Ramaswamy Venkataraman, Indiaas president (overleden 2009)
- 1911 - Willi Krakau, Duits autocoureur (overleden 1995)
- 1911 - Eberhard Rebling, Duits musicoloog (overleden 2008)
- 1911 - Kurt Weckström, Fins voetballer (overleden 1983)
- 1912 - Willem Klein, Nederlands wiskundige en artiest (overleden 1986)
- 1913 - Robert Adler, Oostenrijks-Amerikaans natuurkundige en uitvinder (overleden 2007)
- 1915 - Toos van der Klaauw, Nederlands schermster en atlete (overleden 2011)
- 1921 - Deanna Durbin, Canadees zangeres en actrice (overleden 2013)
- 1923 - Orlando de Azevedo Viana (Orlando), Braziliaans voetballer (overleden 2004)
- 1923 - Philip Slier, Nederlands Joodse dwangarbeider in de Tweede Wereldoorlog (overleden 1943)
- 1925 - Albert Bandura, Canadees psycholoog (overleden 2021)
- 1927 - William Labov, Amerikaans hoogleraar taalkunde (overleden 2024)
- 1928 - Charles Delporte, Belgisch schilder en beeldhouwer (overleden 2012)
- 1928 - Luc Dhoore, Belgisch politicus (overleden 2021)
- 1930 - Jim Hall, Amerikaans jazzgitarist, componist en arrangeur (overleden 2013)
- 1930 - Pedro Subido, Filipijns atleet en bondscoach (overleden 2013)
- 1931 - Gerd Heidemann, Duits journalist (overleden2024)
- 1932 - Roh Tae-woo, Zuid-Koreaans politicus; president 1988-1993 (overleden 2021)
- 1933 - Horst Buchholz, Duits acteur (overleden 2003)
- 1934 - Victor French, Amerikaans acteur (overleden 1989)
- 1935 - Paul O'Neill, Amerikaans politicus (overleden 2020)
- 1936 - Donnelly Rhodes, Amerikaans acteur (overleden 2018)
- 1937 - Henriette Beukers-Lenselink, Nederlands publicist, uitgever en ondernemer (overleden 2024)
- 1937 - William Lombardy, Amerikaans schaakgrootmeester (overleden 2017)
- 1940 - Gary Gilmore, Amerikaans crimineel (overleden 1977)
- 1940 - Trudi Guda, Surinaams dichter en cultureel antropologe
- 1942 - Lucien Lafour, Nederlands-Surinaams architect  (overleden 2024)
- 1942 - Maria Scharwieß, Duits kerkmusicus, componiste en cantor (overleden 2023)
- 1942 - Roel Van Bambost, Belgisch kleinkunstzanger en filmcriticus
- 1944 - Chris Hillman, Amerikaans multi-instrumentalist
- 1944 - François Migault, Frans autocoureur (overleden 2012)
- 1944 - Dennis Wilson, Amerikaans muzikant (overleden 1983)
- 1945 - Henk Leeuwis (Henkie), Nederlands zanger (overleden 2022)
- 1945 - Karl Edward Wagner, Amerikaans auteur (overleden 1994)
- 1945 - Peter Ressel, Nederlands voetballer
- 1946 - Cheng Pei-pei, Chinees actrice (overleden 2024)
- 1946 - Geert Mak, Nederlands schrijver
- 1947 - Terry Woods, Iers folkmusicus
- 1949 - G. G. Anderson, Duits schlagerzanger, componist en muziekproducent
- 1949 - Jeff Bridges, Amerikaans acteur
- 1949 - Yves Van Herp, Belgisch voetballer
- 1949 - Robert Williams, Grieks zanger (overleden 2022)
- 1950 - Pierino Gavazzi, Italiaans wielrenner
- 1950 - Karel van de Graaf, Nederlands radio- en televisiepresentator (overleden 2023)
- 1951 - Gary Rossington, Amerikaans gitarist (overleden 2023)
- 1951 - Patricia Wettig, Amerikaans actrice
- 1952 - Jan Rietman, Nederlands muzikant, presentator en orkestleider
- 1953 - Jean-Marie Pfaff, Belgisch voetballer
- 1954 - Tony Todd, Amerikaans acteur (overleden 2024)
- 1954 - Mark Verhaegen, Belgisch politicus
- 1955 - Johan Ghyllebert, Belgisch veldrijder
- 1955 - Yovita Meta, Indonesisch modeontwerpster
- 1957 - Raul Boesel, Braziliaans autocoureur
- 1957 - Eric Raymond, Amerikaans softwareontwikkelaar
- 1958 - Frank van Bakel, Nederlands wielrenner
- 1958 - Renata Kokowska, Pools atlete
- 1958 - Maria Verano, Nederlands zangeres (overleden 2015)
- 1958 - Carlo Weis, Luxemburgs voetballer
- 1959 - Christa Rothenburger, Duits schaatsster
- 1960 - Glynis Nunn, Australisch atlete
- 1961 - John Vermeule, Nederlands atleet
- 1962 - Aleksandr Litvinenko, Russisch medewerker veiligheidsdienst en dissident (overleden 2006)
- 1962 - Tom Williams, Amerikaans jazzmuzikant en -componist (overleden 2023)
- 1963 - Serhij Boebka, Sovjet-Russisch/Oekraïens atleet
- 1964 - Sertab Erener (Sertab), Turks zangeres
- 1964 - Jonathan Goldstein, Amerikaans acteur
- 1964 - Rob Harmeling, Nederlands wielrenner
- 1964 - Harm Hoeve, Nederlands organist
- 1964 - Marisa Tomei, Amerikaans actrice
- 1965 - Astrid Holleeder, Nederlands advocate en schrijfster
- 1965 - Álex de la Iglesia, Spaans filmregisseur
- 1965 - Ulf Kirsten, Duits voetballer
- 1967 - Adamski, Brits danceproducer
- 1967 - Guillermo Amor, Spaans voetballer
- 1968 - Mike Barrowman, Amerikaans zwemmer
- 1968 - Irene van de Laar, Nederlands televisiepresentatrice en fotomodel
- 1968 - Robby Valentine (Robert Kempe), Nederlands zanger
- 1969 - Jay-Z, Amerikaans rapper
- 1971 - Gábor Wéber, Hongaars autocoureur
- 1972 - Tracey Cross, West-Australische paralympische zwemster
- 1973 - Tyra Banks, Amerikaans actrice en fotomodel
- 1973 - Frank Boeijen, Nederlands toetsenist (The Gathering)
- 1973 - Mina Caputo, Amerikaans zangeres
- 1973 - Ferry Corsten, Nederlands dj
- 1973 - Pieter Jouke, Nederlands cabaretier en presentator
- 1973 - Leon Verdonschot, Nederlands journalist en presentator
- 1974 - Anke Huber, Duits tennisster
- 1975 - Johan Kloeck, Belgisch atleet
- 1976 - Kristina Groves, Canadees schaatsster
- 1976 - Mbo Mpenza, Belgisch voetballer
- 1977 - Darvis Patton, Amerikaans atleet
- 1977 - Big Pokey (Milton Powell), Amerikaans rapper (overleden 2023)
- 1978 - Lars Bystøl, Noors schansspringer
- 1978 - Susanne Ekman, Zweeds alpineskiester
- 1979 - Lola Dewaere, Frans actrice en comédienne
- 1979 - Andrej Komac, Sloveens voetballer
- 1980 - Kristof Imschoot, Belgisch voetballer
- 1980 - Erik Tysse, Noors atleet
- 1981 - Matija Kvasina, Kroatisch wielrenner
- 1981 - Brian Vandborg, Deens wielrenner
- 1982 - Grad Damen, Nederlands zanger
- 1982 - Waldo Ponce, Chileens voetballer
- 1982 - Ho-Pin Tung, Nederlands-Chinees autocoureur
- 1982 - Julien Vidot, Frans autocoureur
- 1983 - Wang Jie, Chinees beachvolleyballer
- 1984 - Brooke Adams, Amerikaans model, danseres en professioneel worstelaarster
- 1984 - Fabrice Jeandesboz, Frans wielrenner
- 1984 - Lauren London, Amerikaans actrice
- 1985 - Ibtihaj Muhammad, Amerikaans schermster
- 1987 - Atelaw Bekele, Ethiopisch-Belgisch atleet
- 1987 - Orlando Brown, Amerikaans acteur
- 1987 - David Cotterill, Welsh voetballer
- 1987 - Roestam Omarov, Kazachs voetbalscheidsrechter
- 1990 - Lukman Haruna, Nigeriaans voetballer
- 1991 - Chaker Alhadhur, Comorees voetballer
- 1992 - Kim Seok-jin, Zuid-Koreaans zanger
- 1993 - Reruhi Shimizu, Japans schansspringer
- 1994 - Charles Eloundou, Kameroens voetballer
- 1994 - Franco Morbidelli, Italiaans motorcoureur
- 1994 - Leandro Trossard, Belgisch voetballer
- 1994 - Gregory Wütrich, Zwitsers voetballer
- 1995 - Dina Asher-Smith, Brits atlete
- 1996 - Diogo Jota, Portugees voetballer (overleden 2025)
- 1996 - Sebastián Vegas, Chileens voetballer
- 1998 - Armand Laurienté, Frans-Guadeloups voetballer
- 2000 - Zeki Amdouni, Zwitsers voetballer
- 2001 - Sarah Van Dam, Canadees wielrenster
- 2002 - Jurjen van der Velde, Nederlands darter
- 2003 - Lauren Boles, Amerikaans jeugdactrice
- 2003 - Ousmane Diomandé, Ivoriaans voetballer

## Overleden

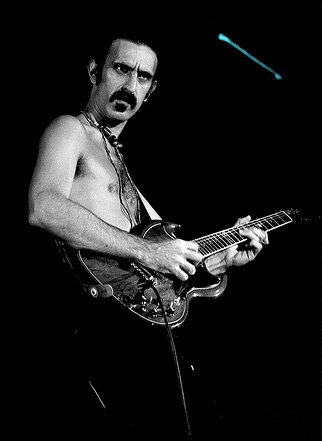
Frank Zappa
overleden in 1993

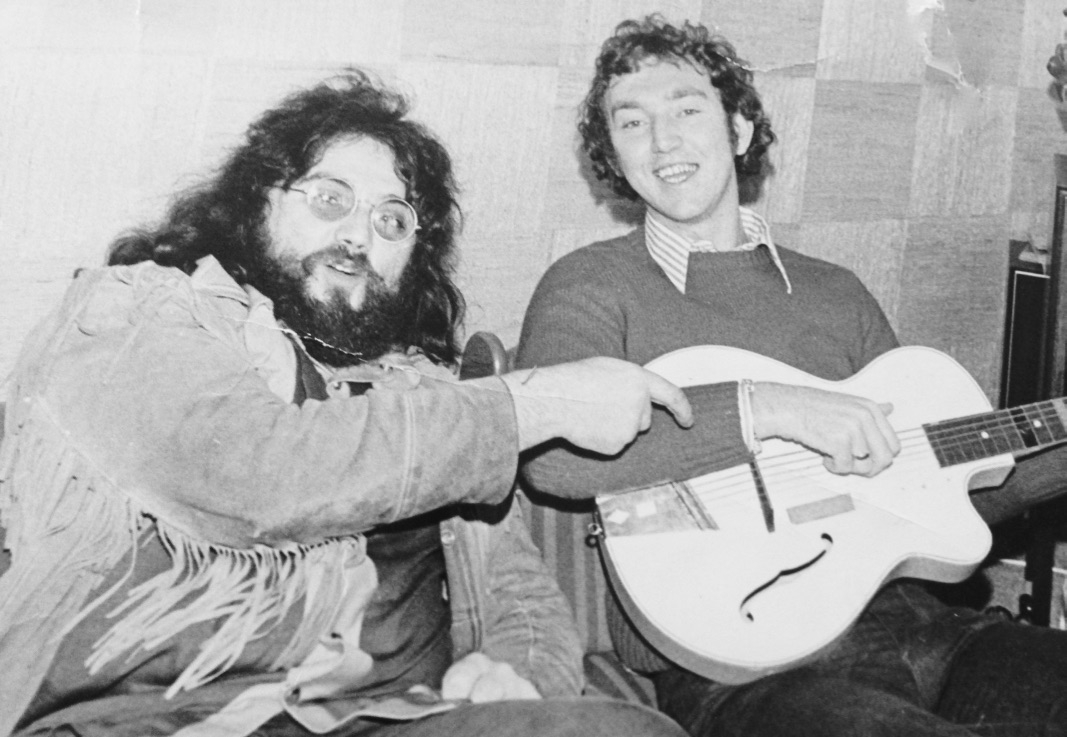
Willem Duyn (links)
overleden in 2004

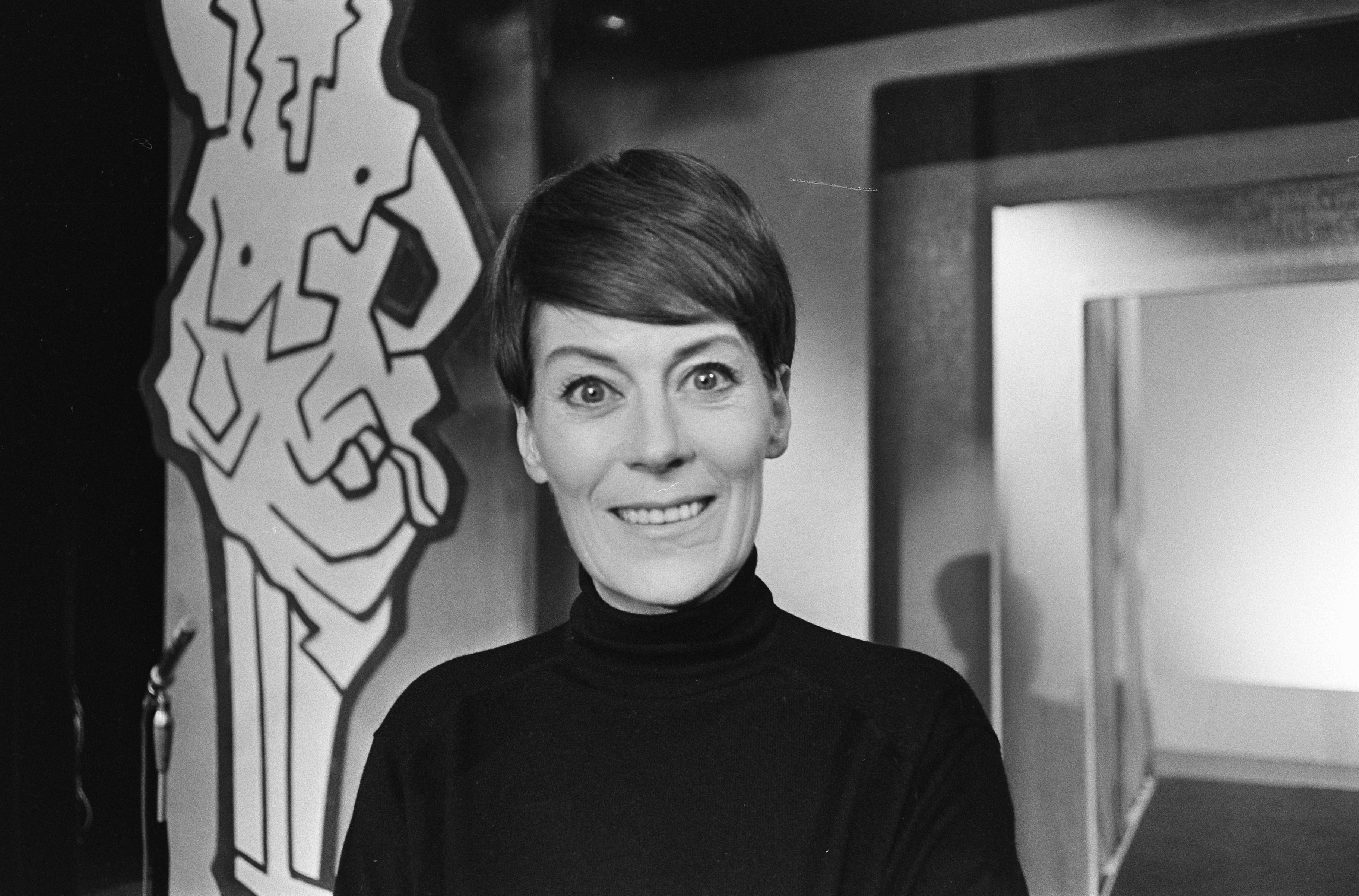
Lia Dorana
overleden in 2010

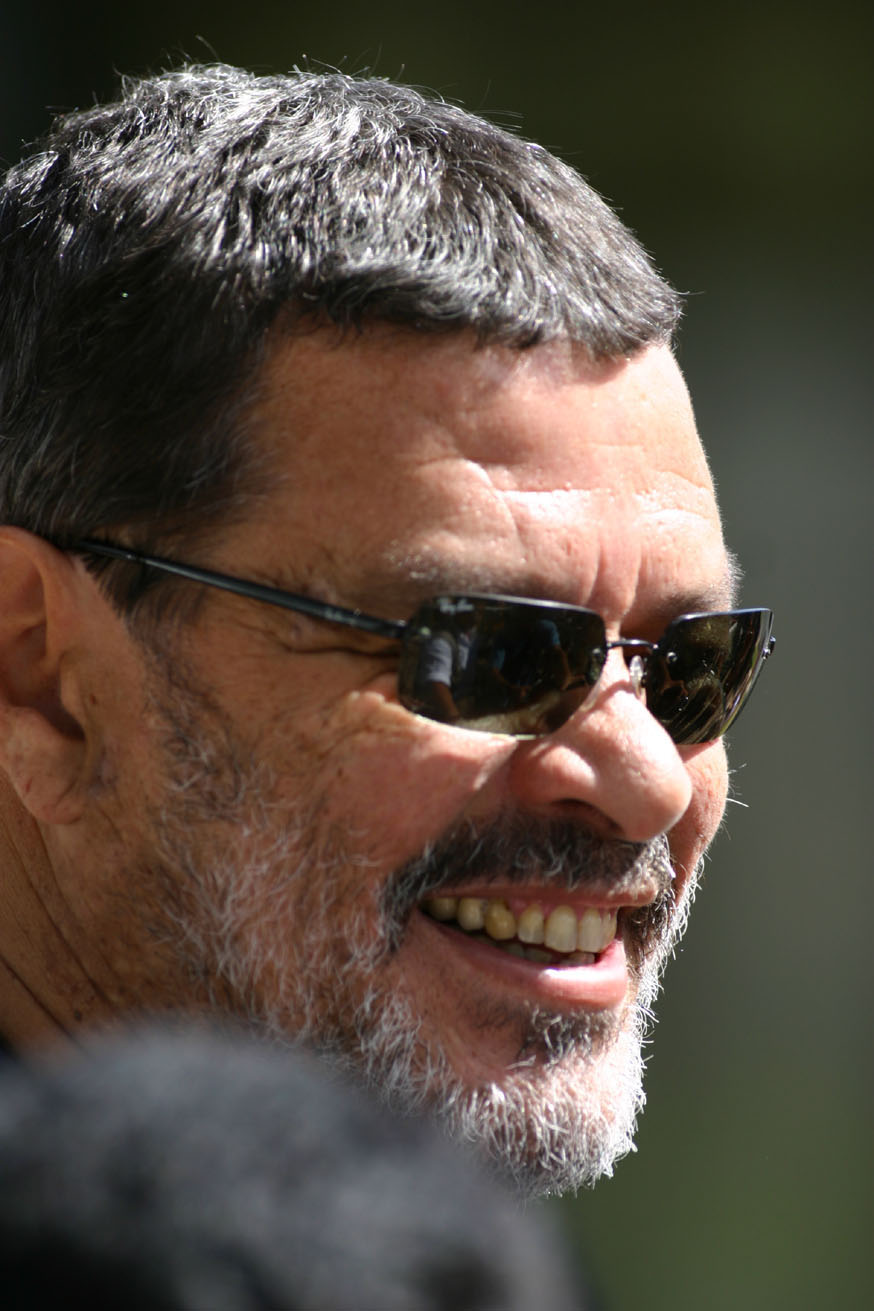
Sócrates
overleden in 2011

- 765 - Jafer Sadiq (63), zesde imam van de sjiieten
- 771 - Karloman I (20), koning van de Franken
- 1123 - Omar Khayyám (75), Perzisch wiskundige, astronoom, filosoof, schrijver en dichter
- 1214 - Willem I van Schotland (~72), koning van Schotland
- 1270 - Theobald II van Navarra (62), koning van Navarre en graaf van Champagne
- 1334 - Paus Johannes XXII (85), paus te Avignon
- 1371 - Stefan Uroš V de Zwakke, koning van Servië
- 1642 - Kardinaal Armand-Jean du Plessis, duc de Richelieu (57), Frans kardinaal en staatsman
- 1679 - Thomas Hobbes (91), Engels filosoof
- 1732 - John Gay (47), Brits toneelschrijver
- 1798 - Luigi Galvani (61), Italiaans natuurkundige
- 1867 - Engelbertus Sterckx (75), Belgisch kardinaal-aartsbisschop van Mechelen
- 1868 - Cúchares (50), Spaans torero
- 1893 - Heinrich Göbel (75), Duits uitvinder van de gloeilamp
- 1893 - John Tyndall (73), Iers natuurkundige
- 1918 - Jeanne van Oldenbarnevelt (52), Nederlands zangpedagoge
- 1923 - Ary Patusca (Ary Patusca da Silveira) (31), Braziliaans voetballer
- 1932 - Gustav Meyrink (64), Oostenrijks schrijver
- 1933 - Stefan George (65), Duits dichter
- 1934 - Adrien de Gerlache (69), Belgisch ontdekkingsreiziger
- 1935 - Tuffy Neugen (37), Braziliaans voetballer
- 1940 - Teodoro Kalaw (56), Filipijns schrijver, bestuurder en politicus
- 1949 - Ivar Lykke (77), Noors politicus
- 1952 - Adriaan Alberga (65), Surinaams jurist en politicus
- 1968 - Louise Van den Plas (91), Belgisch feministe
- 1967 - Bert Lahr (72), Amerikaans acteur en komiek
- 1975 - Hannah Arendt (69), Duits-Amerikaans filosofe
- 1976 - Tommy Bolin (25), Amerikaans rockmuzikant
- 1976 - Benjamin Britten (63), Brits componist
- 1978 - Samuel Goudsmit (76), Nederlands-Amerikaans natuurkundige
- 1980 - Francisco Sá Carneiro (46), Portugees politicus
- 1980 - Stanisława Walasiewicz (69), Pools atlete
- 1983 - Felixberto Olalia sr. (80), Filipijns vakbondsleider
- 1988 - Jan Mesdag (34), Nederlands kleinkunstartiest
- 1988 - Alberto Uria (64), Uruguayaans autocoureur
- 1990 - Edward Binns (74), Amerikaans acteur
- 1990 - Naoto Tajima (78), Japans atleet
- 1993 - Frank Zappa (52), Amerikaans rockmuzikant, componist
- 1994 - Julio Ramón Ribeyro (65), Peruviaans schrijver en journalist
- 1996 - Ans Wortel (67), Nederlands beeldend kunstenaar, dichter en schrijver
- 1998 - Henk Molenberg (74), Nederlands acteur
- 2000 - Henck Arron (64), Surinaams politicus
- 2001 - Hermann Mosler (88), Duits rechter
- 2004 - Willem Duyn (67), Nederlands zanger
- 2006 - Len Sutton (81), Amerikaans autocoureur
- 2007 - David Reese (56), Amerikaans pokerspeler
- 2008 - Fritz Behrendt (83), Nederlands tekenaar
- 2008 - Othón Salazar (80), Mexicaans onderwijzer, activist en politicus
- 2009 - Liam Clancy (74), Iers zanger
- 2009 - Gerard van Waes (96), Nederlands burgemeester
- 2010 - Lia Dorana (92), Nederlands cabaretière en actrice
- 2011 - Sócrates (Sócrates Brasileiro Sampaio de Souza Vieira de Oliveira) (57), Braziliaans voetballer
- 2011 - Matti Yrjänä Joensuu (63), Fins schrijver
- 2011 - Hubert Sumlin (80), Amerikaans bluesgitarist
- 2012 - Vasili Belov (80), Russisch schrijver
- 2012 - Besse Cooper (116), Amerikaanse, oudste mens ter wereld
- 2012 - Miguel Ángel Calero (41), Colombiaans voetbaldoelman
- 2012 - Gerrit van Dijk (73), Nederlands kunstschilder, animatiefilmer en regisseur
- 2013 - Pedro Subido (83), Filipijns atleet en bondscoach
- 2013 - Kees Vellekoop (61), Nederlands dienstweigeraar, activist en raadslid
- 2014 - Jeremy Thorpe (85), Brits politicus
- 2014 - Rudolf Vanmoerkerke (90), Belgisch ondernemer en sportbestuurder
- 2015 - Erik De Vlaeminck (70), Belgisch wielrenner en veldrijder
- 2015 - Robert Loggia (85), Amerikaans acteur en regisseur
- 2016 - Marcel Gotlib (82), Frans stripauteur
- 2016 - Ferreira Gullar (86), Braziliaans schrijver en essayist
- 2017 - Armenak Alachachian (86), Armeens basketballer en basketbalcoach
- 2017 - Robert Alt (90), Zwitsers bobsleekampioen
- 2017 - Alexander Harvey II (94), Amerikaans federale rechter
- 2017 - Henning Jensen (68), Deens voetballer
- 2017 - Christine Keeler (75), Brits model
- 2017 - Manuel Marín (68), Spaans politicus
- 2017 - Gregory Rigters (32), Surinaams voetballer
- 2017 - Ali Abdullah Saleh (75), president van Jemen
- 2018 - Rita Ray (71), Belgisch zangeres
- 2018 - Selma Wijnberg (96), Nederlands Holocaustoverlevende
- 2019 - Willy Vergison (88), Belgisch atleet
- 2019 - Moshé Zwarts (82), Nederlands architect
- 2020 - Narinder Singh Kapany (94), Indiaas-Amerikaans natuurkundige
- 2020 - François Leterrier (91), Frans cineast, acteur en scenarioschrijver
- 2021 - Aad Andriessen (60), Nederlands voetballer
- 2021 - Eric van der Donk (92), Nederlands acteur
- 2022 - Nick Bollettieri (91), Amerikaans tenniscoach
- 2022 - Manuel Göttsching (70), Duits muzikant
- 2022 - Jack van Poll (88), Nederlands jazzmuzikant en docent
- 2022 - Patrick Tambay (73), Frans autocoureur
- 2022 - Ludo Van Thillo (91), Belgisch ondernemer
- 2023 - Winnifred Bosboom (94), Nederlands actrice
- 2023 - Josef Vacenovský (86), Tsjechisch voetballer
- 2024 - Rafael Nieto Navia (86), Colombiaans diplomaat
- 2024 - Péter Rózsás (81), Hongaars tafeltennisser
- 2024 - Hugo Verbrugh (87), Nederlands arts, filosoof en docent geneeskunde
- 2024 - Birgitta van Zweden (87), Zweeds prinses

## Viering/herdenking

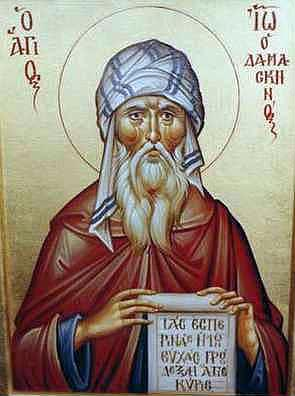
Johannes Damascenus

- Romeinse Rijk - geheime ceremoniën ter ere van Bona Dea
- Rooms-Katholieke kalender:
  - Heilige Johannes Damascenus († c. 749) - Vrije Gedachtenis
  - Heilige Barbara († c. 306) - Patroonheilige van de brandweer, schutters, mijnwerkers
  - Heilige Anno (van Keulen) († 1075)
  - Heilige Giovanni Calabria († 1954)
  - Zalige Hieronymus de Angelis († 1623)

## Weerextremen

### Nederland
| | Officiële records | Officiële records | Officiële records |      | Landelijke records | Landelijke records | Landelijke records |
| Gebeurtenis | Jaar              | Extreem           | Locatie           | Jaar | Extreem            | Locatie            |                    |
| --- | ----------------- | ----------------- | ----------------- | ---- | ------------------ | ------------------ | ------------------ |
| Laagste etmaalgemiddelde temperatuur (°C) | 1933              | −8,0              | De Bilt           |      | 1925               | −13,3              | Eelde              |
| Hoogste etmaalgemiddelde temperatuur (°C) | 1953, 1985        | 11,1              | De Bilt           |      | 1953               | 13,7               | Maastricht         |
| Laagste minimumtemperatuur (°C) | 1921, 1925        | −11,5             | De Bilt           |      | 1925               | −17,7              | Eelde              |
| Hoogste minimumtemperatuur (°C) | 1985              | 10,5              | De Bilt           |      | 1953               | 11,2               | Maastricht         |
| Laagste maximumtemperatuur (°C) | 1933              | −4,3              | De Bilt           |      | 1925               | −5,7               | Eelde              |
| Hoogste maximumtemperatuur (°C) | 1953              | 14,2              | De Bilt           |      | 1953               | 16,7               | Maastricht         |
| Hoogste uurgemiddelde windsnelheid (m/s) | 1949, 1960        | 17,5              | De Bilt           |      | 1954 1960          | 24,7               | Eindhoven Schiphol |
| Hoogste windstoot (m/s) | 1960              | 30,9              | De Bilt           |      | 1960               | 30,9               | De Bilt            |
| Langste zonneschijnduur (uur) | 1962              | 7,1               | De Bilt           |      | 1977               | 7,4                | Maastricht         |
| Langste neerslagduur (uur) | 1960              | 14,7              | De Bilt           |      | 1970               | 15,4               | Vlissingen         |
| Hoogste etmaalsom van de neerslag (mm) | 1960              | 38,7              | De Bilt           |      | 1960               | 38,7               | De Bilt            |
| Laagste etmaalgemiddelde relatieve vochtigheid (%) | 1933              | 65                | De Bilt           |      | 1933               | 58                 | Eelde              |
| Laagste uurwaarde luchtdruk op zeeniveau (hPa) | 1909              | 975,4             | De Bilt           |      | 1909               | 971,6              | De Kooy            |
| Hoogste uurwaarde luchtdruk op zeeniveau (hPa) | 1925              | 1040,0            | De Bilt           |      | 1925               | 1041,5             | Maastricht         |
| Officiële records worden altijd gemeten op het KNMI-weerstation in De Bilt. Landelijke records kunnen worden gemeten op elk officieel KNMI-weerstation in Nederland. |                   |                   |                   |      |                    |                    |                    |

Uitzonderlijke gebeurtenissen
- 1931 - Officieel hoogste minimumtemperatuur in °C van december dit jaar gemeten in De Bilt: 7,2. Samen met 27 december
- 1953 - Laatste landelijke zachte dag van het jaar gemeten in Eindhoven, Gilze-Rijen, Maastricht, Soesterberg, Twenthe en Volkel (maximumtemperatuur ≥ 15 °C op een officieel weerstation)
- 1961 - Laatste landelijke zachte dag van het jaar gemeten in Eindhoven en Volkel (maximumtemperatuur ≥ 15 °C op een officieel weerstation)
- 2001 - Officieel hoogste minimumtemperatuur in °C van december dit jaar gemeten in De Bilt: 8,2

### België
Dagrecords
- 1879 - Laagste etmaalgemiddelde temperatuur −8,5 °C
- 1953 - Hoogste etmaalgemiddelde temperatuur 13 °C
- 1879 - Laagste minimumtemperatuur −10 °C
- 1953 - Hoogste maximumtemperatuur 16 °C
- 1964 - Hoogste etmaalsom van de neerslag 25,8 mm

Uitzonderlijke gebeurtenissen
- 1917 - 28 cm sneeuw in Bokrijk (Genk), 26 cm in Huy en 35 tot 40 cm aan de afdamming van de Gileppe (Jalhay).
- 1953 - Maximumtemperatuur tot 15,0 °C in Stavelot en 16,9 °C in Gerdingen (Bree).
- 1964 - Hevige sneeuwval met op sommige plaatsen een sneeuwdek van meer dan 25 cm dik.
- 2010 - In Middelkerke daalt de minimumtemperatuur tot –13,6 °C.

<< · 1 · 2 · 3 · 4 · 5 · 6 · 7 · 8 · 9 · 10 · 11 · 12 · 13 · 14 · 15 · 16 · 17 · 18 · 19 · 20 · 21 · 22 · 23 · 24 · 25 · 26 · 27 · 28 · 29 · 30 · 31 · >>